# ワージントン (オハイオ州)
ワージントン（Worthington）は、アメリカ合衆国オハイオ州フランクリン郡の都市。人口は14,786人（2020年）。州都コロンバスの衛星都市である。

## 歴史
後に下院議員となったジェームズ・キルボーンが率いるScioto Companyによって1803年に設立された。市は後にオハイオ州知事となったトーマス・ワージントンから名づけられた。

## 地理
ワージントン市は北緯40度5分29秒 西経83度1分15秒 / 北緯40.09139度 西経83.02083度 (40.091513, -83.020905)に位置している。
アメリカ合衆国統計局によると、ワージントンは総面積14.7 km² (5.7 mi²) であり、すべてが陸地である。
ワージントンは周囲をコロンバスに囲まれている。また、リヴァリー村は周囲をワージントンに囲まれている。

## 人口動勢
2000年国勢調査で、ワージントンは人口14,125人、5,692世帯、及び4,052家族が暮らしている。人口密度は963.5/km2 (2,494.6/mi2) である。398.7/km2 (1,032.3/mi2) の平均的な密度に5,845軒の住宅が建っている。この都市の人種的な構成は白人93.97%、アフリカン・アメリカン1.71%、先住民0.12%、アジア2.77%、太平洋諸島系0.01%、その他の人種0.22%、及び混血1.21%である。ヒスパニックまたはラテン系は人口の0.98%である。
この都市内の住民は23.9%が18歳未満の未成年、18歳以上24歳以下が4.9%、25歳以上44歳以下が23.1%、45歳以上64歳以下が29.7%、及び65歳以上が18.4%にわたっている。中央値年齢は44歳である。女性100人ごとに対して男性は88.2人である。18歳以上の女性100人ごとに対して男性は82.6人である。
この都市の世帯ごとの平均的な収入は68,568米ドルであり、家族ごとの平均的な収入は83,074米ドルである。男性は59,258米ドルに対して女性は39,424米ドルの平均的な収入がある。この都市の一人当たりの収入 (per capita income) は34,495米ドルである。18歳未満の2.4%及び65歳以上の4.5%を含む、家族の約1.4%及び人口の2.5%は貧困線以下である。

## 行政
- 市長：ハーヴェイ・S・ミントン (Harvey S. Minton)
- 市支配人：デイヴィッド・エルダー (David Elder)

### 市議会
- Lou Goorey（議長）
- Lou Briggs
- John Butterfield
- Bob Chosy
- Mike Duffey
- Bonnie Michael
- David Norstrom

## 教育
- ワージントンは、リヴァリー村も管轄するワージントン学区 (Worthington City School District) に含まれる。

### 組織
ワージントン教育委員会 (Worthington Board of Education)
- Gary Tyack（委員長）
- Bob Horton（副委員長）
- Jennifer Best
- David Bressman
- Marc Schare

※ThisWeek Community Newspapersの2006年11月30日付のウェブ記事によれば、Gary Tyack委員長がフランクリン郡裁判所 (Franklin County Court of Appeals) に選出されたため、新委員を決めるとのことである。

### 高等学校
- トーマス・ワージントン高等学校 (Thomas Worthington High School)
- ワージントン・キルボーン高等学校 (Worthington Kilbourne High School)
- Linworth Alternative High School

### 中学校
- キルボーン中学校 (Kilbourne Middle School)
- マッコード中学校 (McCord Middle School)
- ペリー中学校 (Perry Middle School)
- Worthingway Middle School

### 小学校
- Bluffsview Elementary School
- Brookside Elementary School
- Colonial Hills Elementary School
- Evening Street Elementary School
- Granby Elementary School
- Liberty Elementary School
- Slate Hill Elementary School
- Sutter Park Elementary School
- Wilson Hill Elementary School
- Worthington Estates Elementary School
- Worthington Hills Elementary School
- Worthington Park Elementary School

## 交通

### 道路
- 国道23号線 (U.S. Route 23)
- オハイオ州道161号線

    はワージントンを通っているか隣接している。
  はワージントン東部を通っている。

## 観光
- ワージントン芸術祭 (Worthington Art Festival)
- ワージントン秋季祭 (Worthington Fall Festival)zz

## 関係者
- レイチェル・ハリス（女優、コメディアン）
- マギー・グレイス（女優）

## 姉妹都市
- 狭山市（日本国埼玉県）
  - 1999年11月1日姉妹都市提携

## その他
- 下院議員選挙区は、ワージントンはオハイオ州の第15選挙区 (Ohio's 15th congressional district) に含まれる。
- 狭山市報である広報さやま（平成11年11月10日号）等によると、埼玉県狭山市との姉妹都市提携調印時の市長はジェームズ・J・ロリマー (James J. Lorimer) である。
- 図書館はオールド・ワージントン図書館 (Old Worthington Library) と北西図書館 (Northwest Library) がある。